# Mare Smythii

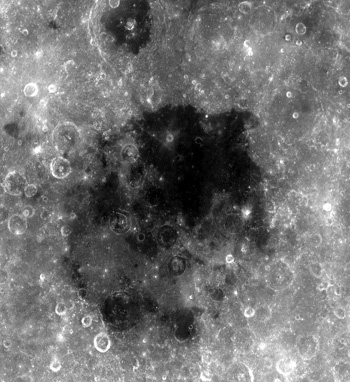
Mare Smythii.

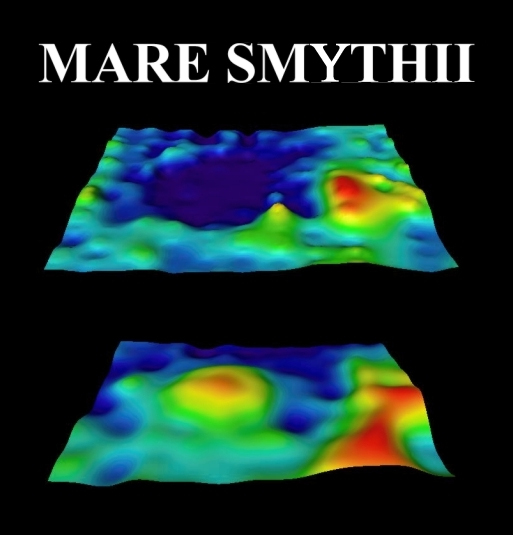
Topografická (nahoře) a gravitační mapa Mare Smythii odhalující mascon.

Mare Smythii (česky Moře Smythovo nebo Smythovo moře) je měsíční moře rozkládající se v rovníkové oblasti na východním kraji přivrácené strany Měsíce, jižně od Mare Marginis (Moře okrajové). Je pozorovatelné ze Země, avšak vzhledem ke své okrajové poloze silně zkresleně. Má kruhový tvar, rozlohu přibližně 104 000 km². Bylo pojmenováno podle britského astronoma Williama Henryho Smytha. Je to jedno z pouhých dvou měsíčních moří, které jsou pojmenovány podle osob (tím druhým je Mare Humboldtianum). Oblast Mare Smythii (společně s dalšími blízkými měsíčními moři Mare Undarum, Mare Spumans a Mare Marginis) poprvé vyfotografovala v nezkreslené podobě sovětská sonda Luna 3.
Severně od něj leží kráter Neper a Jansky, jižně Kästner, západně pak Schubert a východně Babcock a Purkyně.